# Te traeré el horizonte
Te Traeré el Horizonte es el vigésimo octavo sencillo de la banda Mägo de Oz.
Esta canción contó con la colaboración de Ara Malikian

## Lista de canciones
| N.º | Título                   | Duración |  |
| 1.  | «Te Traeré el Horizonte» | 4:48     |  |